# Pleuronichthys
Pleuronichthys es un género de peces pleuronectiformes de la familia Pleuronectidae.

## Especies
Se reconocen las siguientes especies:
- Pleuronichthys coenosus
- Pleuronichthys cornutus
- Pleuronichthys decurrens
- Pleuronichthys guttulatus
- Pleuronichthys ocellatus
- Pleuronichthys ritteri
- Pleuronichthys verticalis